# Japanese Society for Rights of Authors, Composers and Publishers
La Japanese Society for Rights of Authors, Composers and Publishers  (社団法人日本音楽著作権協会?, Shadanhōjin Nihon Ongaku Chosakuken Kyōkai), spesso abbreviata in JASRAC, è una società giapponese per la tutela del copyright, l'equivalente dell'italiana SIAE. Fondata nel 1939 come organizzazione non profit, è divenuta la più grande società giapponese che si occupa di copyright.
Nel 2006, la JASRAC ha intrapreso un'azione legale richiedendo la rimozione dal sito YouTube.com di circa 30.000 videoclip che violavano i diritti d'autore di Sony Music Entertainment Japan, Avex Japan, Pony Canyon, JVC Victor, Warner Japan, Toy's Factory e Universal Japan.